# Kim Wraae Knudsen
Kim Wraae Knudsen, född den 19 september 1977, är en dansk kanotist.
Han tog OS-silver i K-2 1000 meter i samband med de olympiska kanottävlingarna 2008 i Peking.